# Per un dollaro a Tucson si muore
Per un dollaro a Tucson si muore è un film del 1965 diretto da Cesare Canevari con lo pseudonimo D. Brownson.

## Trama
La tranquillità degli abitanti di Tucson viene improvvisamente turbata dall'arrivo di Bill Tender, il quale, a capo di una banda di fuorilegge, vuole tendere un agguato ai corrieri che dovranno effettuare la consegna di una cospicua somma di dollari alla banca locale. Un gruppo di volenterosi venuti a conoscenza del piano del bandito, grazie all'espediente di una lite inscenata da due ragazze, riescono, eludendo la vigilanza dei fuorilegge, ad entrare in città e ad organizzare la difesa. Una lotta violenta divampa, quindi, nelle strade della cittadina e, poco prima dell'arrivo dei corrieri, Bill Lexter e la sua banda vengono duramente uccisi.